# Trompa natural

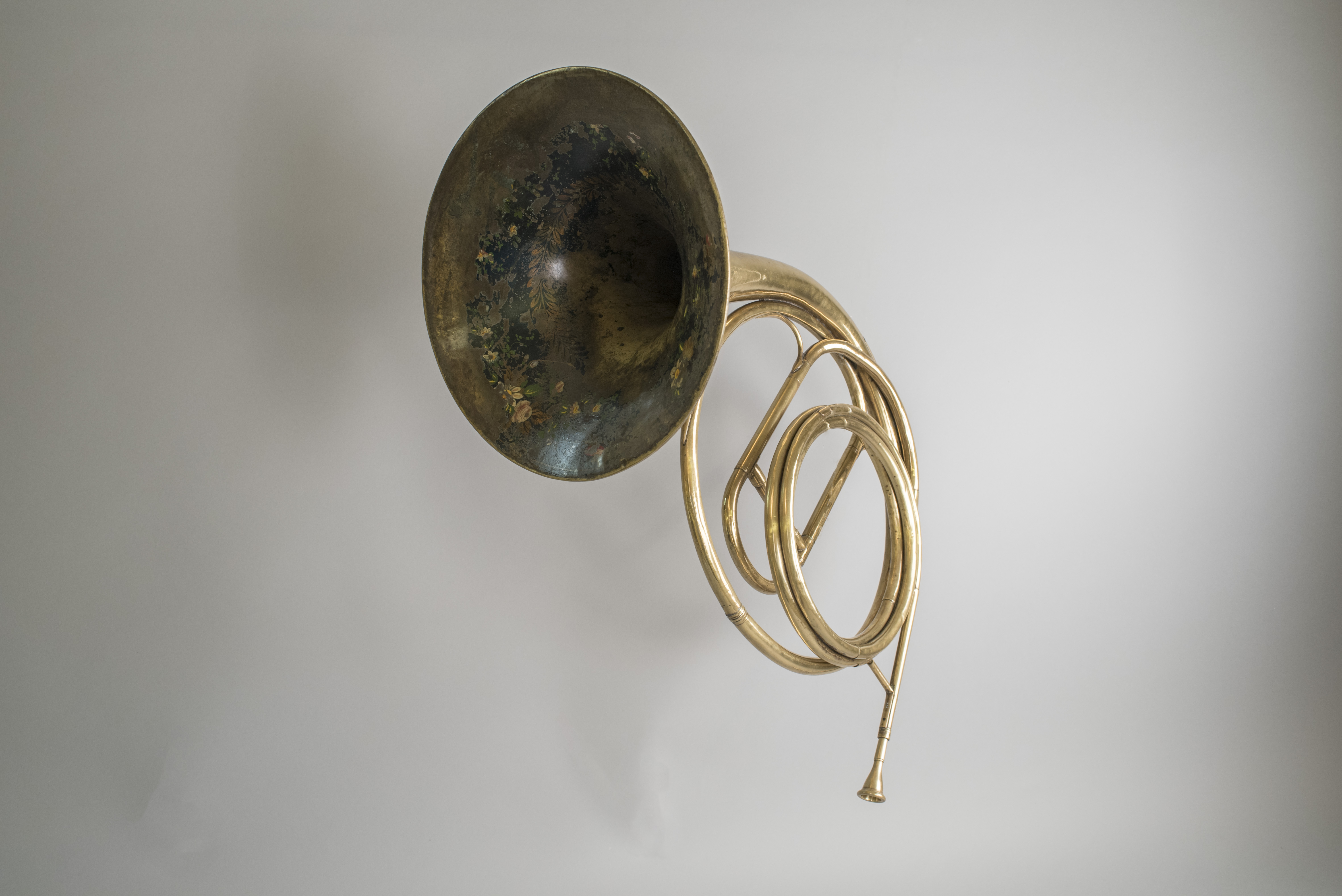
Trompa natural al Museu de la Música de Barcelona

La trompa natural o trompa de caça és un instrument de vent-metall antecessor de la trompa moderna, de la qual es diferencia per la seva manca de vàlvules. Està composta per un broquet, un tub llarg al qual se li dona forma corba i una campana ampla. Va ser usat àmpliament fins a l'aparició de la trompa moderna al segle xix.
Les diferents notes es poden obtenir amb diverses tècniques. Una d'elles és la modulació de la pressió del llavi, com ocorre amb els instruments de vent-metall moderns, per obtenir les notes de la sèrie harmònica. Una altra de les tècniques és canviar la longitud de l'instrument mitjançant vàlvules intercanviables. Aquest procés és molt lent i a causa d'això moltes composicions es van veure frustrades abans de l'arribada de la trompa de claus o tecles moderna. Una altra tècnica és el canvi de la posició de la mà a l'interior de la campana.

## Obres i compositors destacats
Les composicions anteriors a la creació de la trompa moderna al segle xix per a trompa eren per a trompa natural. S'hi inclouen importants composicions de Mozart, Beethoven, Telemann, Weber i molts altres. També Johann Sebastian Bach va compondre diferents obres per a trompa natural. Un dels compositors destacats que va compondre per a trompa natural va ser Louis François Dauprat. Destaquen les seves obres Tres melodies per a trompa, Op.25, Tableau Musical, Op.5, Sonata Op.2 i Duo Op.7.
Uns altres van ser més ambigus, com per exemple Brahms, que va escriure sens dubte gran part de les seves grans obres després d'aquest temps, però no especifica si la partitura ha de ser interpretada per una trompa de claus o una natural. Des del pas del segle xix al xx gairebé tota la música va ser escrita per a la trompa de claus moderna.
Des de mitjan segle xx la trompa natural coneix un discret renaixement. Maurice Ravel per exemple va prescriure dues trompes naturals en sol per a la versió orquestrada de la Pavane pour une infante défunte. A més, el moviment d'executar la música antiga amb instruments autèntics d'època (o còpies), en un intent de recrear la música com hauria pogut sonar quan el compositor la va escriure, va contribuir a la revifada.